# Ernst Rump

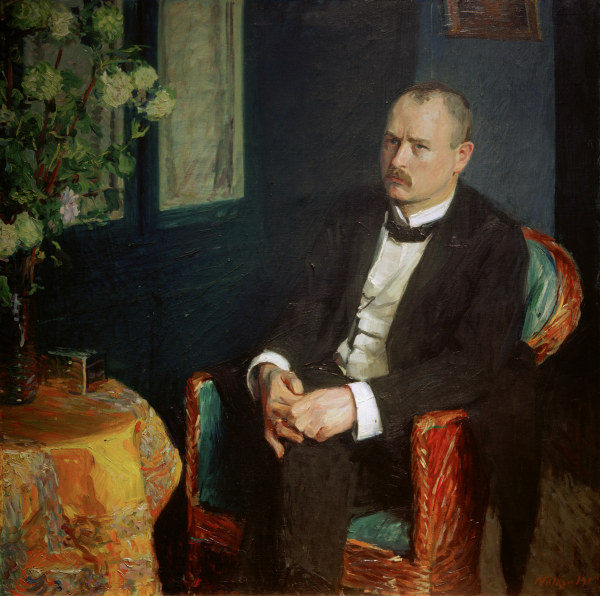
Franz Nölken: Porträt Ernst Rump, 1905

Ernst August Max Friedrich Rump (* 13. Oktober 1872 in Hamburg; † 12. Januar 1921 ebenda) war ein Hamburger Kaufmann, Kunstsammler und -mäzen, der 1912 ein Lexikon verfasste, das Lexikon der bildenden Künstler Hamburgs, Altonas und der näheren Umgebung. Es wurde unter dem Begriff Der Rump zum Klassiker und ist in erweiterter Form als Der neue Rump heute noch in Gebrauch.

## Leben und Wirken
Ernst Rump hatte die Kunst der Radierung bei James Whistler in London erlernt und unterrichtete Künstler darin in seiner Heimatstadt Hamburg. Als er den Familienbetrieb der Schiffsausrüstung übernahm, behielt er seine künstlerischen Vorlieben bei und wurde zum Sammler und Förderer junger Künstler, insbesondere der des Hamburgischen Künstlerklubs. Er förderte besonders die Schüler von Arthur Siebelist durch den Kauf ihrer Bilder und der Organisation von Ausstellungen. Neben Friedrich Ahlers-Hestermann, Fritz Friedrichs und Friedrich Schaper war es vor allem Franz Nölken, den er schätzte. Er erwarb dessen realistisches Gemälde Am Brunnen aus dem Jahr 1904, das 1940 in den Besitz der Hamburger Kunsthalle gelangte. 

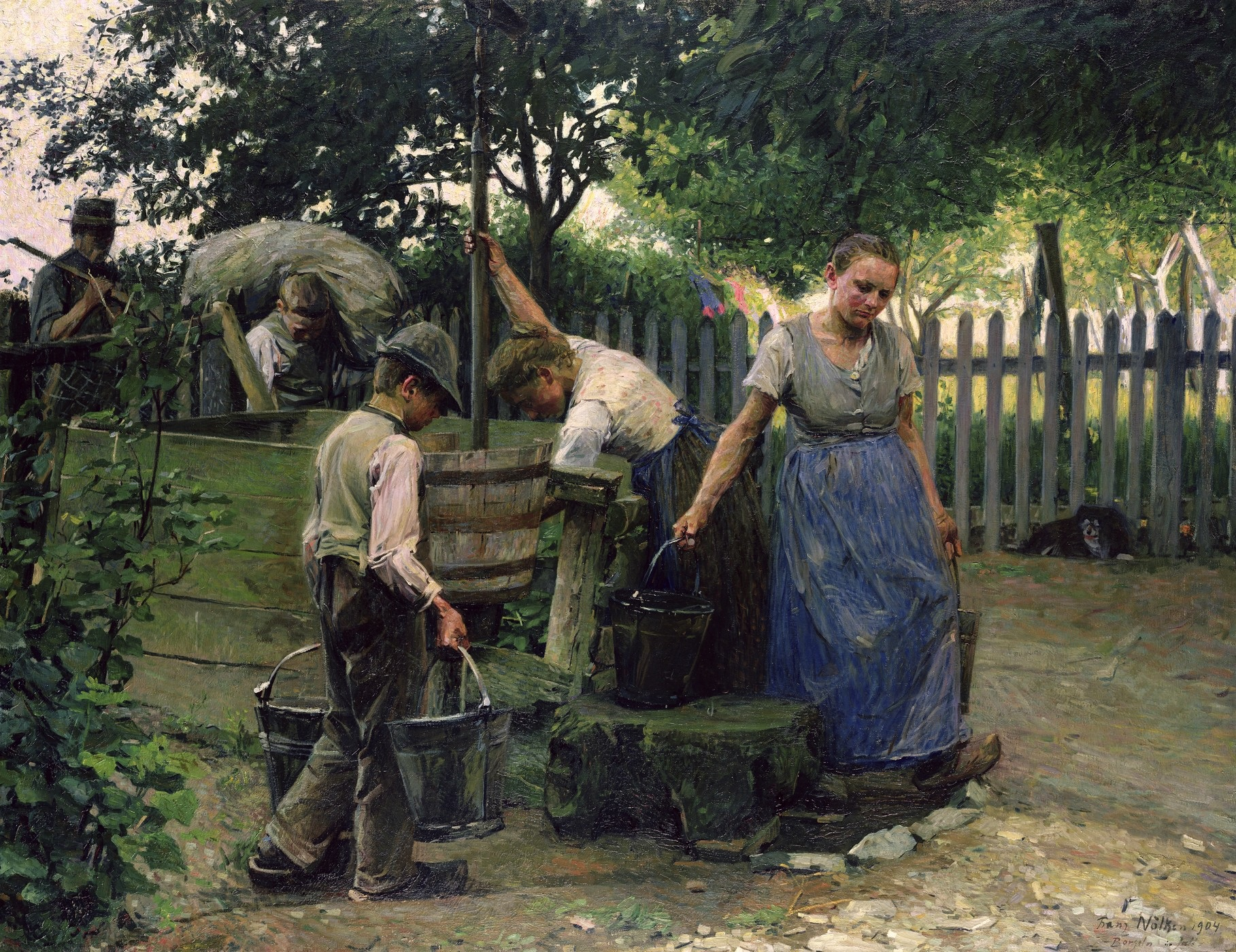
Franz Nölken: Am Brunnen, 1904

Im Jahr 1905 schuf Nölken ein Porträt des Kaufmanns, der ihm seinerseits Unterricht in der Technik des Radierens gab. Rump unterstützte den Direktor der Hamburger Kunsthalle, Alfred Lichtwark, in dessen Bestreben, Arbeiten von Künstlern aus Hamburg und dem Umland für die Kunsthalle zu erwerben, kritisierte ihn jedoch 1908, dass er die Werke der Siebelist-Schüler nicht berücksichtige. 
Franz Nölken unternahm mit Friedrich Ahlers-Hestermann, Walter Alfred Rosam und Gretchen Wohlwill im März 1909 eine Reise nach Paris, wo sie dem Unterricht an der Akadémie Matisse folgten. Wie Lichtwark zeigte sich Rump entsetzt über die daraufhin veränderte Malweise der „Jungen Hamburger“ und schrieb 1911 angesichts neuer Bilder Nölkens bedauernd in sein Tagebuch: „Wohl ein Jammer, daß dieser bedeutende Maler auf der falschen Bahn seines Lehrers Matisse weiterwandelt.“ Er ließ seine Schützlinge jedoch nicht fallen und förderte sie weiterhin. 
Zusätzlich zu den Werken der jungen Hamburger Künstler erwarb Rump frühzeitig Arbeiten von Paula Modersohn-Becker, Edvard Munch und Emil Nolde. Er zählt zu Noldes ersten Sammlern, dessen Werke er im Februar 1910 in der ehemals führenden Galerie Commeter günstig erwerben konnte. Das Sammeln der Avantgardekunst war zu der Zeit ungewöhnlich und zog Kritik auf sich. So schrieb der ebenfalls in Hamburg beheimatete Kunstsammler Gustav Schiefler in der Zeitschrift Der Hamburger: „Das Bekenntnis, man finde an Noldes Farbenzusammensetzungen und Farbengewichtsverteilungen Gefallen, bringt einen nur allzu leicht in den Geruch der Unkultur des Auges.“ Rump hielt an seiner Vorliebe für Nolde fest, schätzte aber dessen religiöse Bilder nicht, er liebte nur den Maler der Blumen, Gärten und Landschaften. 1912 gab er das Lexikon der bildenden Künstler Hamburgs, Altonas und der näheren Umgebung in 500 nummerierten Exemplaren im Selbstverlag heraus. Rump war Mitglied des Kunstvereins in Hamburg.

## Rezeption
Wie Ernst Rump war auch der Apotheker Oscar Troplowitz in seinem letzten Lebensjahrzehnt ein Förderer der Siebelist-Schüler, nachdem er 1909 den jungen Hamburger Maler Friedrich Ahlers-Hestermann kennengelernt hatte.
Die Ausstellung Picasso, Beckmann, Nolde und die Moderne. Meisterwerke aus frühen Privatsammlungen in Hamburg vom 23. März bis 17. Juni 2001 in der Hamburger Kunsthalle wies auf die Wichtigkeit von Privatsammlern für die Entwicklung der modernen Kunst in Deutschland hin. In Hamburg engagierten sich zu Beginn des 20. Jahrhunderts neben Rump und Troplowitz Persönlichkeiten wie der Richter Gustav Schiefler, das Ehepaar Martha und Paul Rauert, das, wie auch die Kunsthistorikerin Rosa Schapire, passives Mitglied der Künstlergruppe „Brücke“ war, oder der Kaufmann Max Leon Flemming. Weitgehend unabhängig von Alfred Lichtwark, dem ersten Direktor der Hamburger Kunsthalle, der impressionistische Gemälde für das Museum erwarb, statteten die Kunstsammler ihre Sammlungen mit eigenständigem Charakter aus.
Das Ernst-Barlach-Haus in der Baron-Voght-Straße, Hamburg, zeigte 2005 in der Ausstellung Nolde, Nölken, Modersohn-Becker. Der kunstliebende Kaufmann Ernst Rump etwa 60 Werke seiner ehemaligen Sammlung, darunter auch Gemälde und Zeichnungen von Friedrich Ahlers-Hestermann, Ernst Eitner und Christian Rohlfs. Zeitgleich erschien die erweiterte Fassung von Rumps 1912 herausgegebenem Standardwerk für norddeutsche Malerei Lexikon der bildenden Künstler Hamburgs, Altonas und der näheren Umgebung unter dem Zusatztitel Der neue Rump.